# Sanlitun

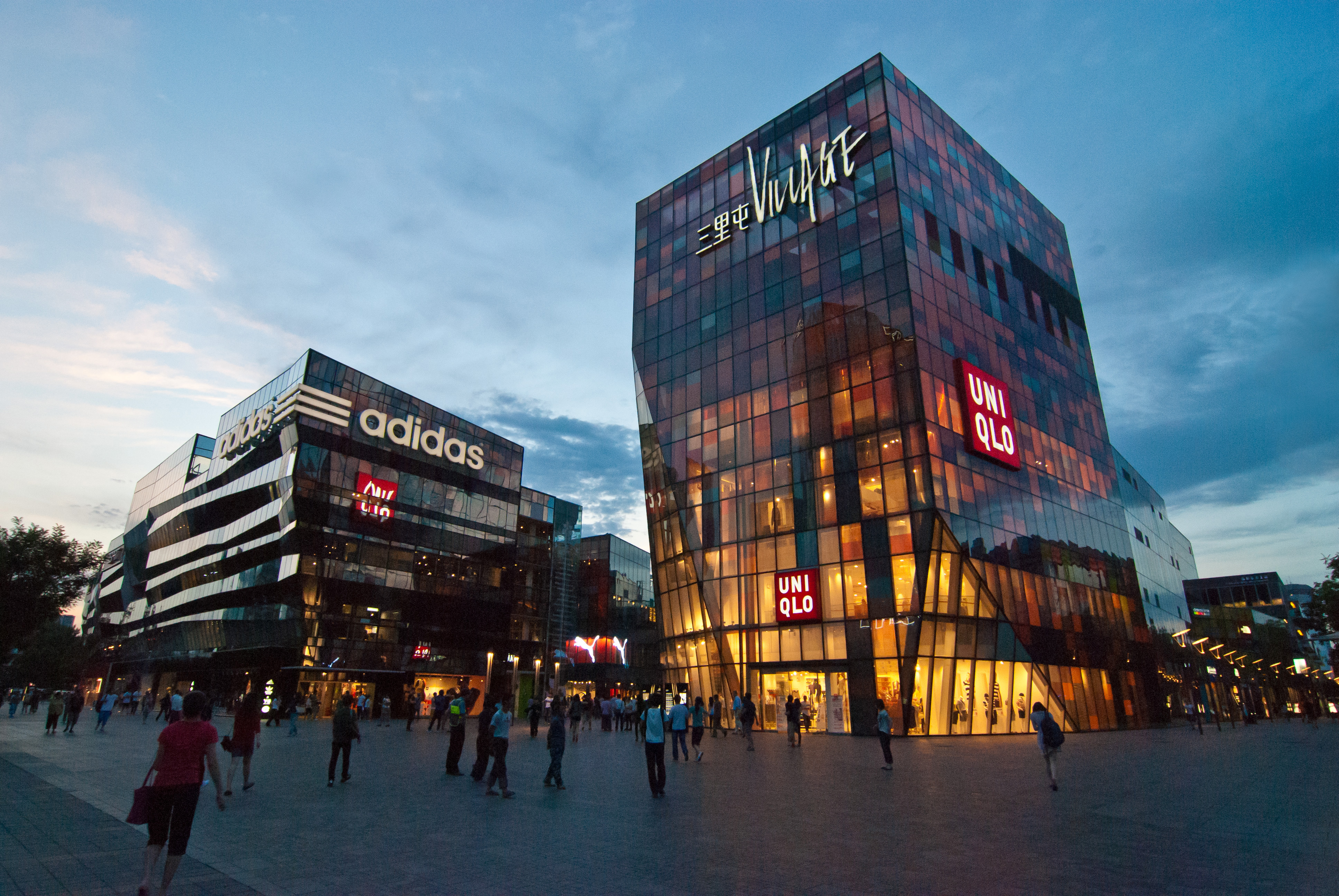
El centro comercial Taikoo Li Sanlitun.

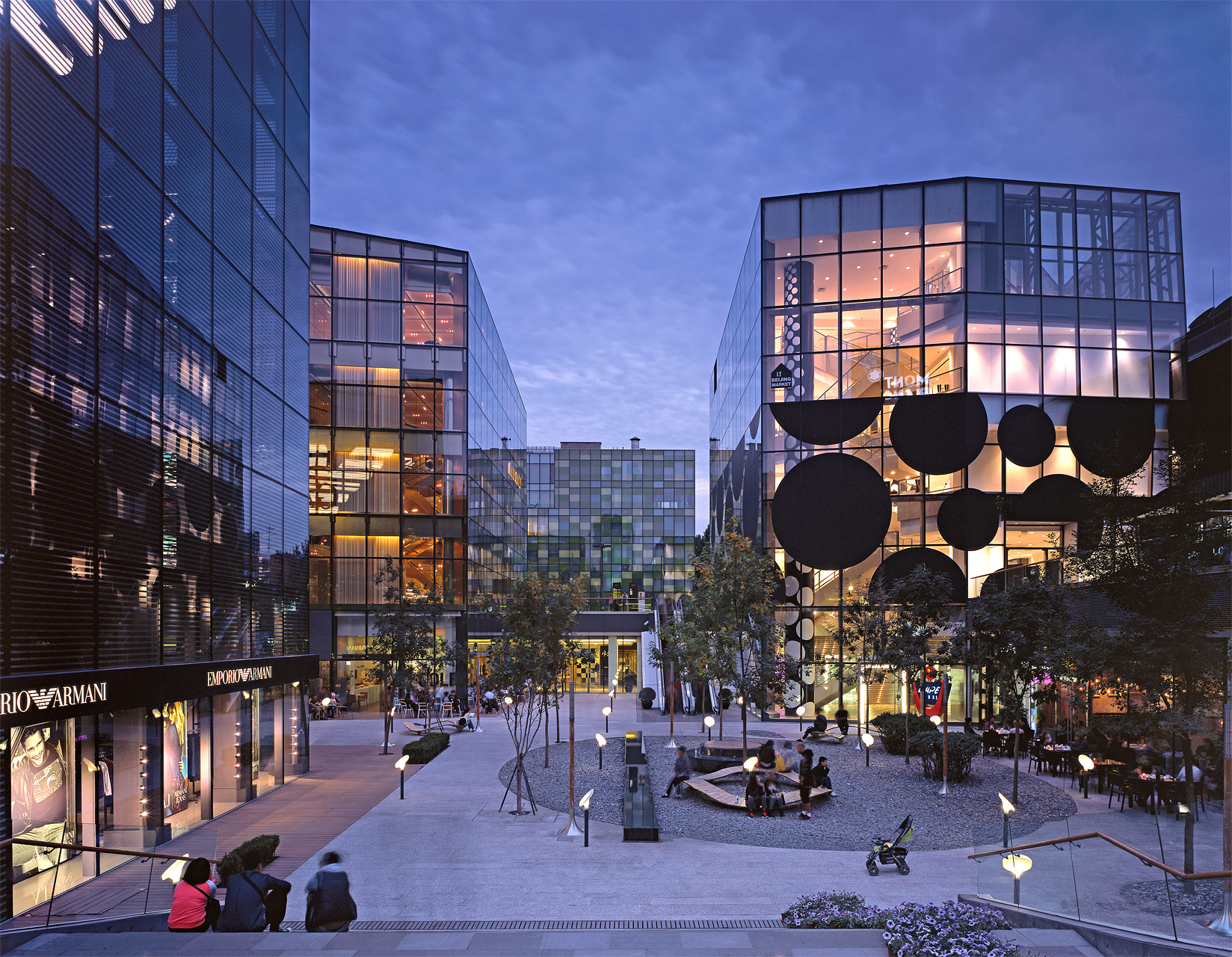
Uno de los numerosos centros comerciales del barrio.

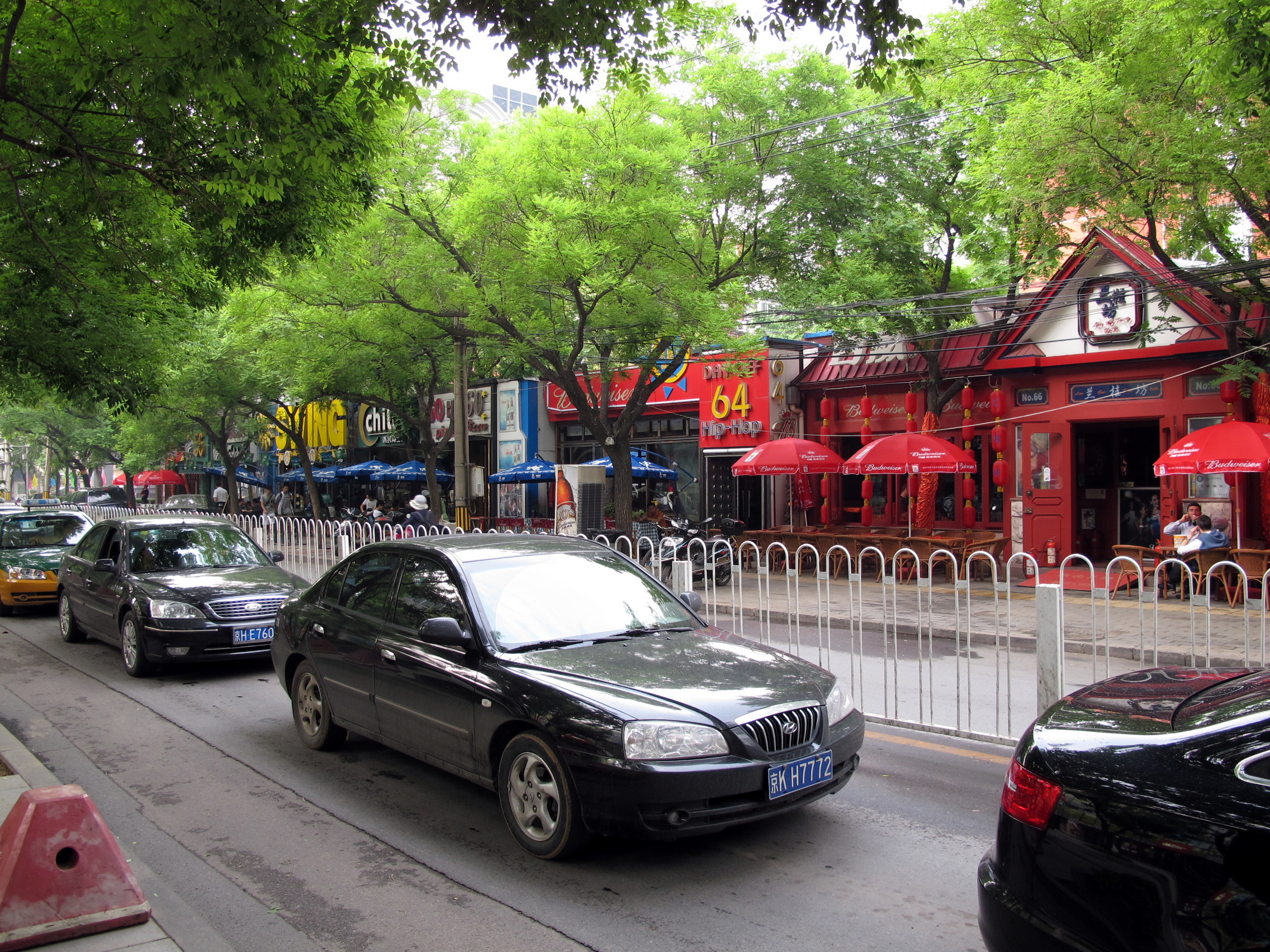
Restaurantes en Sanlitun en 2010.

Sanlitun (en chino tradicional, 三里屯; en chino simplificado, 三里屯; pinyin, Sānlǐtún; literalmente, ‘pueblo de tres li’) es una zona del distrito de Chaoyang de Pekín (China) que contiene muchos bares, restaurantes y tiendas. Es un destino popular para comprar, salir a comer fuera y realizar actividades de ocio.
La zona ha estado en una regeneración casi constante desde finales del siglo xx como parte de un proyecto de crecimiento económico en toda la ciudad. Actualmente alberga muchos bares y clubs populares, tanto para los locales como para los turistas, así como tiendas de marcas internacionales como Uniqlo, Apple o Adidas. Alberga la tienda de Adidas más grande del mundo.

## Historia
Antes de 1949, el Barrio de las Delegaciones de Pekín era el centro de la actividad diplomática de la capital. Tras la fundación de la República Popular China, el gobierno quiso trasladar el distrito diplomático fuera del centro de la ciudad, y a finales de los años cincuenta Sanlitun fue escogida como la zona donde se iban a trasladar las delegaciones y embajadas extranjeras. La zona se llamó Sanlitun para indicar su ubicación desde la puerta de Dongzhimen (东直门): tun significa «localidad» y san li significa «tres li» (un li equivale a 0.5 km), de manera que el nombre significa «localidad a 1.5 km (de la puerta de Dongzhimen)».
Sanlitun empezó a crecer cuando, tras las reformas económicas de finales de los años setenta y principios de los ochenta, empezaron a abrir bares que servían a expatriados y posteriormente también a los locales. Los primeros bares se encontraban en los hoteles internacionales de la zona, pero en los años noventa aparecieron establecimientos independientes. No está claro cuál fue el primer bar de Sanlitun: un autor menciona al Cat Café en 1995 mientras que otro nombra al Frank's Place, que abrió sus puertas en 1990.
El primer supermercado de Pekín abrió sus puertas en Sanlitun en noviembre de 1982. Este supermercado tenía una superficie de unos 300 m² y vendía una gran variedad de productos. El primer bar de North Sanlitun Road abrió sus puertas en 1995. Unos veinticinco años después, Sanlitun alberga aproximadamente el 70 % de los bares de Pekín. South Sanlitun Road albergaba tiendas que vendían componentes de automóviles. Tras la construcción de la Bar Street, estas tiendas fueron demolidas.
En 2008 abrió el centro comercial Sanlitun Village, que proporcionó a la zona muchas tiendas, restaurantes y bares nuevos y un cine multiplex. En 2013, Sanlitun Village cambió su nombre por Taikoo Li Sanlitun.

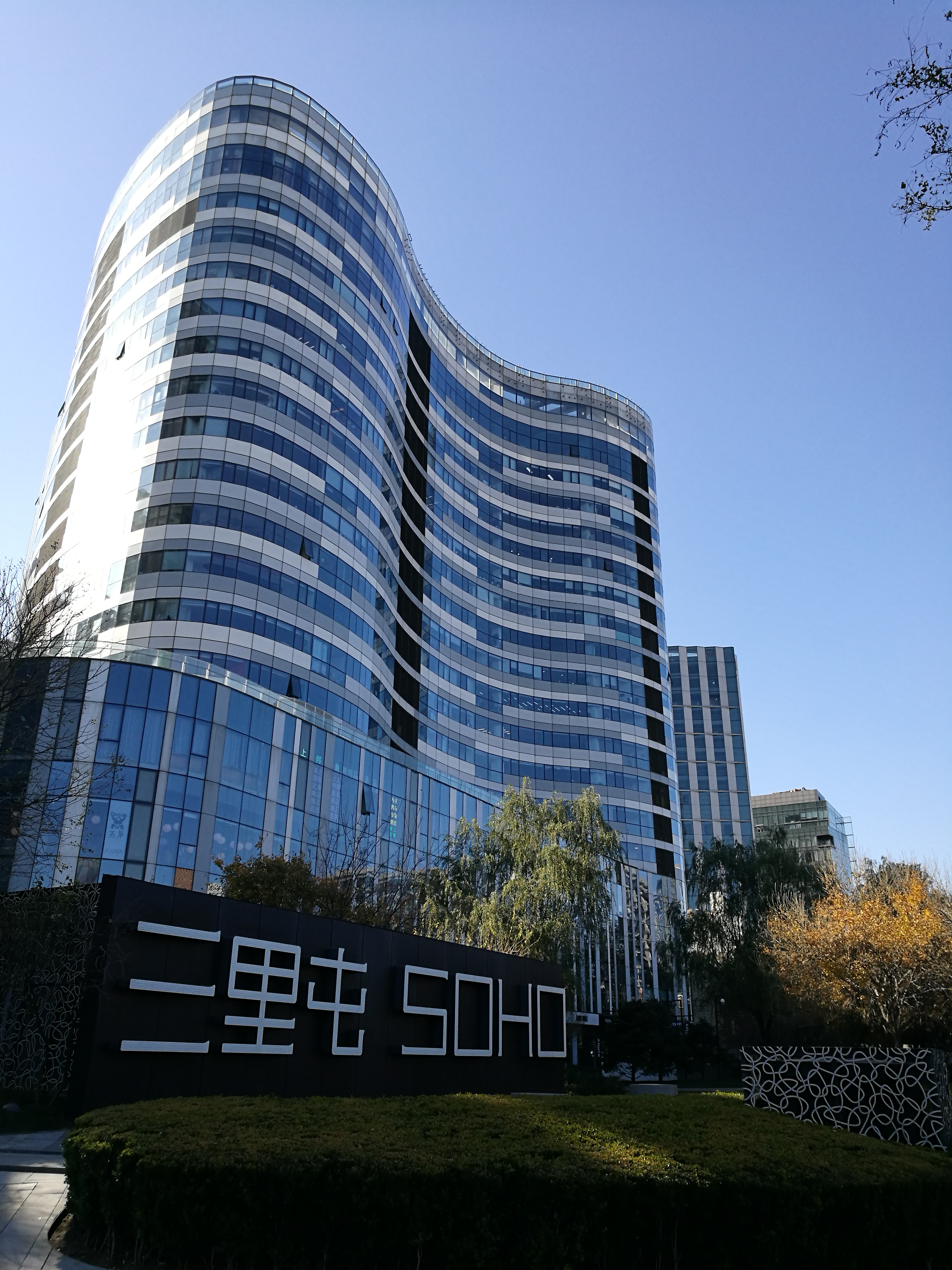
Sanlitun SOHO.

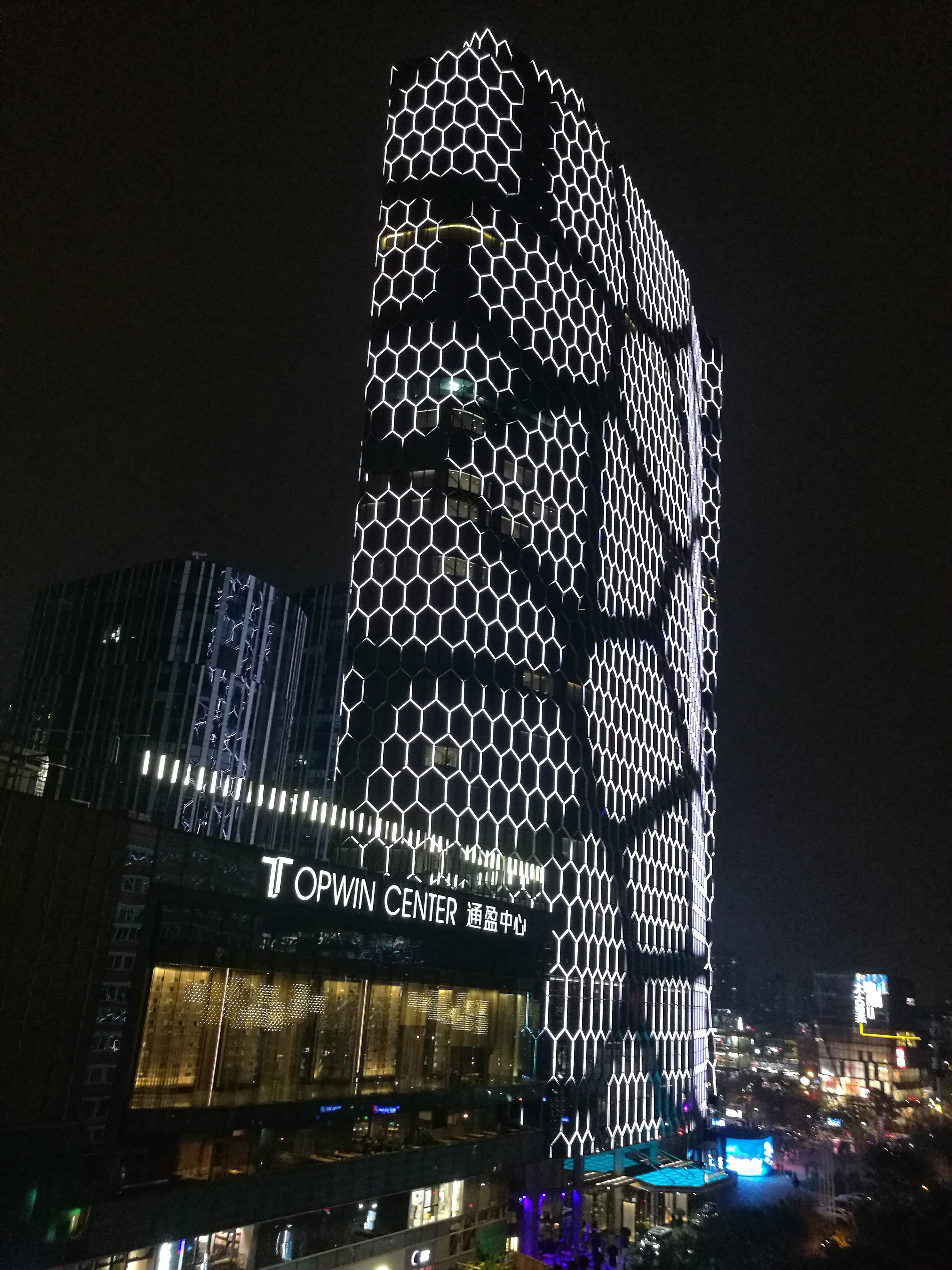
Topwin Center.

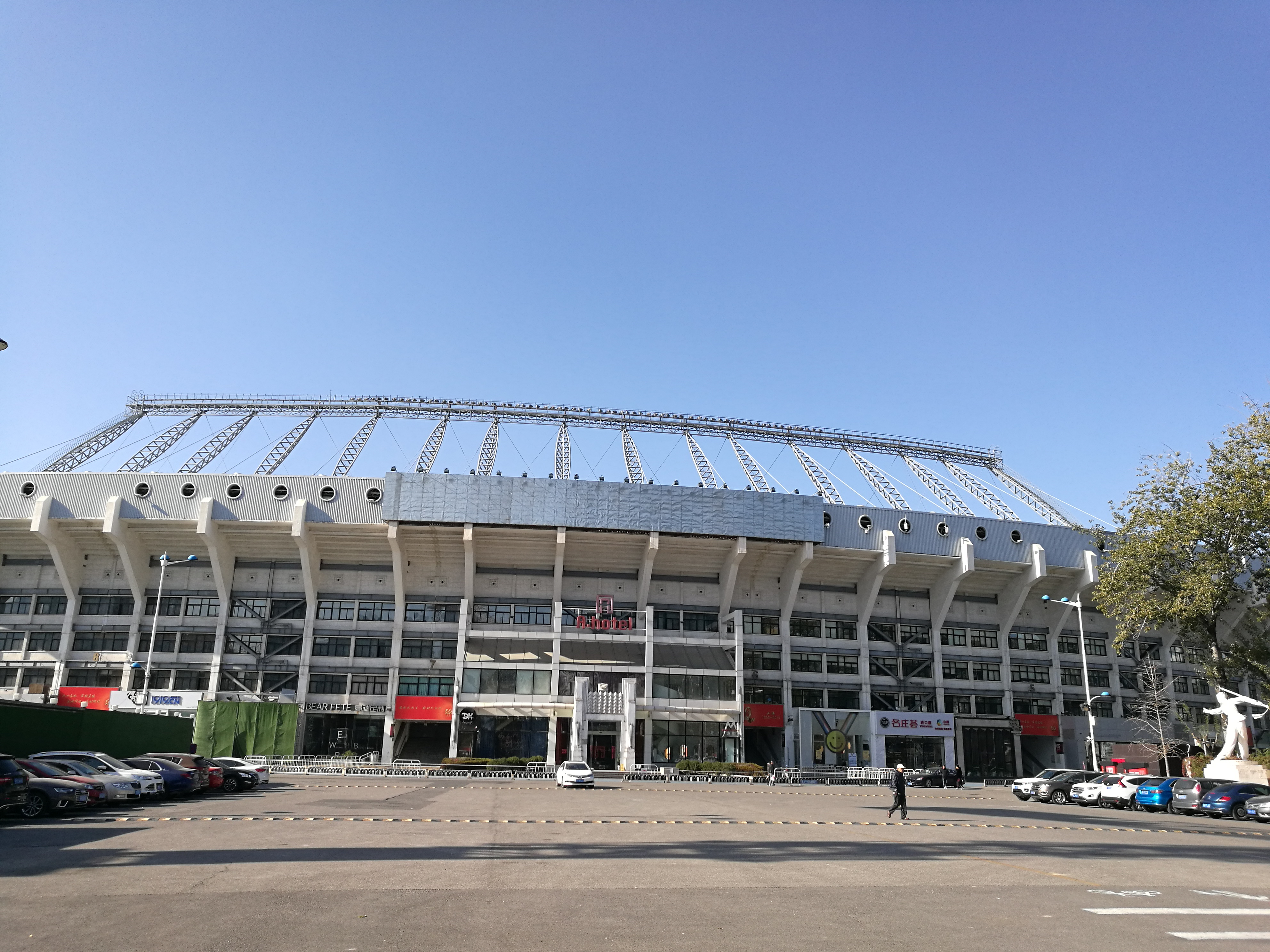
El Estadio de los Trabajadores.

Sanlitun experimentó una significativa actividad de construcción como parte de las preparaciones para los Juegos Olímpicos de Pekín 2008. En abril de 2008, como parte de una operación contra el crimen en la ciudad, se produjo una importante redada antidrogas en Sanlitun y se realizaron muchos arrestos. Un total de cuatro bares y clubs fueron cerrados, incluido un célebre bar llamado Pure Girl, conocido por su alcohol barato y disponibilidad de drogas. La operación policial fue criticada por su violencia y ausencia de procedimiento adecuado.
La tienda de Uniqlo en Taikoo Li Sanlitun recibió la atención internacional después de que en julio de 2015 se grabara un vídeo pornográfico dentro de uno de los probadores de la tienda. Uniqlo negó cualquier implicación en el vídeo.
En agosto de 2015, cerca de la tienda de Uniqlo, una mujer china fue asesinada y su marido francés resultó herido en un ataque de un hombre que blandía una espada.
El 25 de diciembre de 2015, tras los atentados de París de noviembre de 2015 del Estado Islámico, varias embajadas extranjeras de Pekín advirtieron de posibles amenazas contra occidentales en la zona de Sanlitun en torno al día de Navidad, e instaron a sus ciudadanos a «ejercer una mayor vigilancia».
Un destino popular para extranjeros y jóvenes era la «calle sucia» de restaurantes y bares en el centro de Sanlitun. Sin embargo, la calle fue limpiada en 2017.
Como lugar de interés de Pekín, Sanlitun se ha convertido en un lugar popular que ha sido escogido como escenario de muchas películas y series de televisión. Entre estas películas y series se encuentran Mr. Six, Love Is Not Blind y A Little Reunion.

## Lugares populares

#### Principales zonas
- Taikoo Li Sanlitun[19]
- Sanlitun SOHO
- Topwin Center
- Pacific Century Place
- Hongjie Mansion
- Nali Patio es un edificio de varias plantas de estilo mediterráneo construido en la época de los Juegos Olímpicos de 2008 que alberga muchos bares y restaurantes.[20]
- Sanlitun Bar Street alberga más de ochenta bares y jardines de té junto a Sanlitun Road.[21]
- 3.3 Mansion
- El Estadio de los Trabajadores, construido en 1959 con motivo del décimo aniversario de la República Popular China. En este estadio ejerce la localía el Beijing Guoan, equipo de la Superliga de China de Fútbol.[20]

#### Lugares populares
- Sanlian Taofen Bookstore es una librería abierta las veinticuatro horas al día que fue inaugurada en 2018. No solo vende libros y recuerdos sino que también proporciona bebidas para sus visitantes.[22]
- Shiba Inu café es una cafetería famosa por tener perros con los cuales los clientes pueden jugar y hacerse fotos.[23]
- The Bookworm es una cafetería-librería que ofrece títulos en inglés. También proporciona comidas y alberga eventos relacionados con la lectura.[24][20]

## Transporte

#### Metro[25]
1. Estación de Tuanjiehu (Línea 10).
2. Estación de Dongdaqiao (Línea 6).
3. Estación de Dongsi Shitiao (Línea 2).

#### Autobús[26]
1. Estación del Estadio de los Trabajadores (números 3, 110, 113, 115, 117, 118 y 120).
2. Estación de Sanlitun (números 113, 115, 431, 701, 16 y 34).
3. Estación de Changhongqiao oeste (números 113, 115, 117, 431, 701 y 16).